# Nandinia binotata
Civeta-de-palmeira-africana (Nandinia binotata) é um pequeno mamífero da ordem Carnivora. Possuí membros e orelhas de pequenas dimensões, com um corpo semelhante ao de um gato.  Os adultos pesam entre 1,7 a 2,1 kg e possuem uma cauda longa. É uma espécie nativa das florestas da África oriental. São onívoros, alimentando-se de roedores, insetos, ovos, fruta, aves e morcegos. São geralmente solitários e ativos à noite.
Apesar de se assemelharem com espécies da família dos viverrídeos, foi sugerido que esta espécie seja geneticamente diferente e que tenha divergido a partir dos viverrídeos e antes dos gatos. No entanto, esta sugestão não é universalmente aceita, apesar de ser classificada como única espécie do gênero Nandinia, e na sua própria família, Nandiniidae.